# 萨丽·埃萨耶
萨丽·米丽娅姆·埃萨耶（芬蘭語：Sari Miriam Essayah，1967年2月21日—），姓氏又译为艾萨叶，芬兰前竞走运动员及从政人物，曾为歐洲議會議員，自2015年起为芬兰议会议员。她现为芬蘭基督教民主黨主席。其父来自摩洛哥。
在她的体育生涯中，她主要参加五千米和一万米的比赛。她赢得了1993年的世界田径锦标赛冠军和1994年的歐洲田徑錦標賽冠军。她为七项全国记录保持者，至今无人打破。
2016年埃萨耶成为国际奥林匹克委员会成员，自2014年起她成为芬兰田径协会伦理道德委员会的成员。

## 教育
埃萨耶拥有瓦萨大学的商业管理及会计硕士学位。